# Spookpopulatie
Een spookpopulatie is een populatie die is afgeleid met behulp van statistische technieken, maar waarvan geen individuen zijn gevonden.

## Bevolkingsonderzoeken
In 2004 werd voorgesteld dat meest aannemelijke schatter of Bayesiaanse benaderingen die de migratiesnelheden en populatiegroottes schatten met behulp van de coalescentietheorie, datasets kunnen gebruiken die een populatie bevatten waarvoor geen gegevens beschikbaar zijn. Dit wordt een "spookpopulatie" genoemd. De manipulatie maakt het mogelijk om de effecten van ontbrekende populaties op de schatting van populatiegroottes en migratiesnelheden tussen twee specifieke populaties te onderzoeken. De vertekeningen van de afgeleide populatieparameters hangen af van de omvang van de migratiesnelheid van de onbekende populaties.  De techniek voor het afleiden van spookpopulaties kreeg kritiek omdat spookpopulaties het resultaat waren van statistische modellen, met hun beperkingen. 

## Populatiegenetica

### Mensen
In 2012 werden DNA-onderzoek en statistische technieken gebruikt om af te leiden dat een inmiddels uitgestorven menselijke populatie in noordelijk Eurazië zich had vermengd met zowel de voorouders van Europeanen als een Siberische groep die later naar Amerika migreerde. De groep werd een spookpopulatie genoemd omdat ze werden geïdentificeerd door de echo's die ze in hun genoom achterlaten, en niet door botten of oud DNA.  In 2013 vond een andere studie de resten van een lid van deze spookgroep, nu oude Noord-Euraziaten genoemd, waarmee de eerdere voorspelling dat ze hadden bestaan werd bevestigd.  
Volgens een onderzoek dat in 2020 werd gepubliceerd, zijn er aanwijzingen dat 2% tot 19% (of ongeveer ≃6,6 en ≃7,0%) van het DNA van vier West-Afrikaanse populaties afkomstig zou kunnen zijn van een onbekende archaïsche mensensoort die zich tussen 360.000 en 1,02 miljoen jaar geleden afsplitste van de voorouder van Homo sapiens (moderne mens) en de neanderthaler.
De basale West-Afrikanen kunnen de groep zijn geweest die zich het vroegst van de moderne mens heeft afgesplitst, al vóór 300.000 - 200.000 BP, toen de voorouders van de moderne San zich afsplitsten van andere moderne mensen.
Uit het onderzoek bleek echter ook dat ten minste een deel van deze archaïsche vermenging ook aanwezig was bij Euraziaten /niet-Afrikanen, en dat de vermengingsgebeurtenissen variëren van 0 tot 124.000 jaar geleden, wat de periode omvat vóór de migratie uit Afrika en vóór de splitsing tussen Afrikanen en Euraziaten (waardoor de gemeenschappelijke voorouders van zowel Afrikanen als Euraziaten/niet-Afrikanen gedeeltelijk werden beïnvloed).    Een ander recent onderzoek, dat aanzienlijke hoeveelheden tot nu toe onbeschreven menselijke genetische variatie ontdekte, vond ook voorouderlijke genetische variatie bij Afrikanen die ouder is dan de moderne mens en verloren is gegaan bij de meeste niet-Afrikanen. 
In her Amazonebekken is de aanwezigheid van een kleine, maar statistisch relevante afstammingslijn gerelateerd aan Melanesiërs, Australische Aborigines en Andamanezen aangetoond, door onderzoekers Population Y genoemd, naar Ypykuéra, het Tupi-woord voor voorouder. Deze is niet aangetoond in Noord-Amerika, wat betekent dat ze  mogelijk afkomstig is van een oudere migratie dan de bekende gemeenschappelijke voorouders van al de huidige indianenvolkeren. 

### Dieren
In 2015 werd in een onderzoek naar de afstamming en de vroege migratie van het tamme varken vastgesteld dat het beste model dat bij de data paste de genenstroom tijdens het Pleistoceen omvatte van een spookpopulatie die nu is uitgestorven. 
Uit een onderzoek uit 2018 bleek dat de gemeenschappelijke voorouder van de wolf en de coyote mogelijk gekruist was met een onbekende hondachtige die verwant was aan de Aziatische wilde hond .